# Чернышёв, Илья Семёнович
Илья́ Семёнович Чернышёв (2 августа 1912, Токмак, Семиреченская область, Российская империя — 21 октября 1962, Рио-де-Жанейро, Бразилия) — советский дипломат. Чрезвычайный и полномочный посол.

## Биография
С января 1930 года учился в Московском топографическом техникуме, в 1934 году поступил на воссозданный тогда Исторический факультет МГУ.
По окончании МГУ, с 1940 года на работе в Народном комиссариате иностранных дел. В том же году с семьёй уехал работать в Берлин в качестве атташе Посольства СССР. 
22 июня 1941 года, с нападением Германии на СССР, выслан из Берлина вместе с остальными сотрудниками посольства. Работал в центральном аппарате наркоминдела, где был одним из помощников заместителя наркома В. Г. Деканозова.
В 1944 году назначен советником посольства СССР в Швеции, где полномочным представителем и посланником была Александра Михайловна Коллонтай.
27 июля 1945 года он становится чрезвычайным и полномочным посланником, а затем и послом в Швеции. Получив в 1947 году в возрасте 32 лет ранг чрезвычайного и полномочного посла, стал самым молодым на тот момент обладателем этого дипломатического ранга.
- В 1953—1957 годах — помощник, заместитель генерального секретаря Организации Объединённых Наций в Нью-Йорке, США. В это время генеральным секретарём ООН был швед Даг Хаммаршёльд (1905—1961).
- В 1957—1959 годах — советник министра иностранных дел СССР.
- В 1959—1961 годах — член коллегии МИД СССР.

С 1961 года — чрезвычайный и полномочный посол СССР в Бразилии. 
Утонул в Рио-де-Жанейро, купаясь в океане. Вместе с Чернышёвым погиб 22-летний студент последнего курса МГИМО Валерий Иванович Яриков, проходивший практику в посольстве СССР в Бразилии и работавший личным секретарём Чернышёва. В семье Чернышёва сомневались в том, что смерть была результатом несчастного случая.
Похоронен на Новодевичьем кладбище в Москве.

## Семья
Жена — Галина Дмитриевна Чернышёва (1913—1980), дочь — Юлия Ильинична Чернышёва (1938—1987).

## Награды
- Орден Трудового Красного Знамени (5 ноября 1945)[1]
- Орден Красной Звезды (3 ноября 1944)[1]
- Медаль «За оборону Москвы»
- Медаль «За доблестный труд в Великой Отечественной войне 1941—1945 гг.»[1].